# 목포여객선터미널
목포여객선터미널(木浦旅客船터미널)은 전라남도 목포시 목포항에 있는 여객터미널으로 전라남도 수많은 서남권 도서와 다도해해상국립공원등 연결하는 목포연안여객선터미널과 제주, 해외등 운항하는 목포항국제여객터미널로 분리, 운영하고 있다.

## 역사
목포연안여객선터미널은 원래 1980년 지어져 운영돼 왔으나 시설 낙후 제점이 지적되면서 2003년부터 공사를 시작해 2005년까지 총사업비 250억원을 토입해 연면적 12,900m2으로 완공하였으며, 디자인은 쾌속선이 바다를 향해가는 모습을 형상화했다. 그러나 건축 당시 임시 청사를 가건물로 지어 운행하면서 선착장별로 행선지에 따라 구분해 관광객과 섬주민의 불편이 끊이지 않아 많은 비판을 받기도 했다.
목포 국제여객터미널의 경우 2002년, 2006년에 목포 와 중국상하이를 연결하였으나
2007년을 이후로 운휴중이다.

## 여론
- 국제항로 재취항 해야한다는 여론이 다시 제기되고 있으나 전남도의 노력이 부족하다는 지적이 있다[4]
- 한편 전남도의회 건설소방위원회 이용재(새정치·광양1)의원은 “전남은 서해와 남해를 끼고 있는 유일한 지자체이지만, 바다 활용은 미비하다”며 “관광과 농수산물 수출 활성화, 투자유치 기반마련을 위해 목포-중국, 광양-일본 간 정기 카페리 여객선을 운항시켜야 한다”“광양항의 물류비가 부산항의 절반 수준에 지나지 않아 화물 경쟁력이 충분하고, 광양-일본 시모노세키, 목포-상해 간 노선이 인천보다 12시간 이상 단축되는 등 유리한 조건에 있다”며 “기초단체의 힘만으로는 선사 유치에 한계가 있는 만큼 전남도가 국제정기여객선사 유치에 적극적으로 나서야 한다”고 말했다.[5]
- 2017년 상반기에 목포- 중국 저장성 닝보 저우산항 카페리 운항을 검토중에 있다.[6]

## 운항노선

### 연안여객터미널
초쾌속선
- 목포 ↔ 비금도, 도초도 ↔ 흑산도 ↔ 홍도 (남해고속) : 매일운항
- 목포 ↔ 비금도, 도초도 ↔ 흑산도 (남해고속) : 매일운항
- 목포 → 비금도, 도초도 → 흑산도 → 상태도 (흑산면) → 하태도 → 가거도 → 만재도 → 하태도 → 상태도 → 흑산도 → 비금도, 도초도 → 목포 (남해고속) : 짝수일운항
- 목포 ↔ 비금도, 도초도 ↔ 다물도 ↔ 흑산도 ↔ 홍도 (동양고속)
- 목포 ↔ 비금도, 도초도  ↔ 상태도 (흑산면) ↔ 하태도 ↔ 만재도 ↔ 가거도 (동양고속)

차도선
- 목포 ↔ 안좌, 팔금도 (남해고속)
- 목포 ↔ 비금, 도초도 (남해고속)
- 목포 ↔ 우이도 (남해고속)
- 목포 ↔ 고하도 ↔ 달리도 ↔ 율도 ↔ 외달도 ↔ 목포

### 국제여객터미널
- 목포 ↔ 제주 (씨월드 고속훼리)
- 목포 ↔ 벽파(진도) ↔ 추자도 ↔ 제주 (씨월드 고속훼리)